# Torneo di Wimbledon 1999
Il Torneo di Wimbledon 1999 è stata la 113ª edizione del Torneo di Wimbledon e terza prova stagionale dello Slam. Si è giocato dal 21 giugno al 4 luglio 1999. Il torneo ha visto vincitore l'americano Pete Sampras nel singolare maschile, mentre in quello femminile si è imposta l'americana Lindsay Davenport. Nel doppio maschile hanno trionfato gli indiani Mahesh Bhupathi e Leander Paes, il doppio femminile è stato vinto dalle statunitensi Lindsay Davenport e Corina Morariu e nel doppio misto hanno vinto Lisa Raymond con Leander Paes.

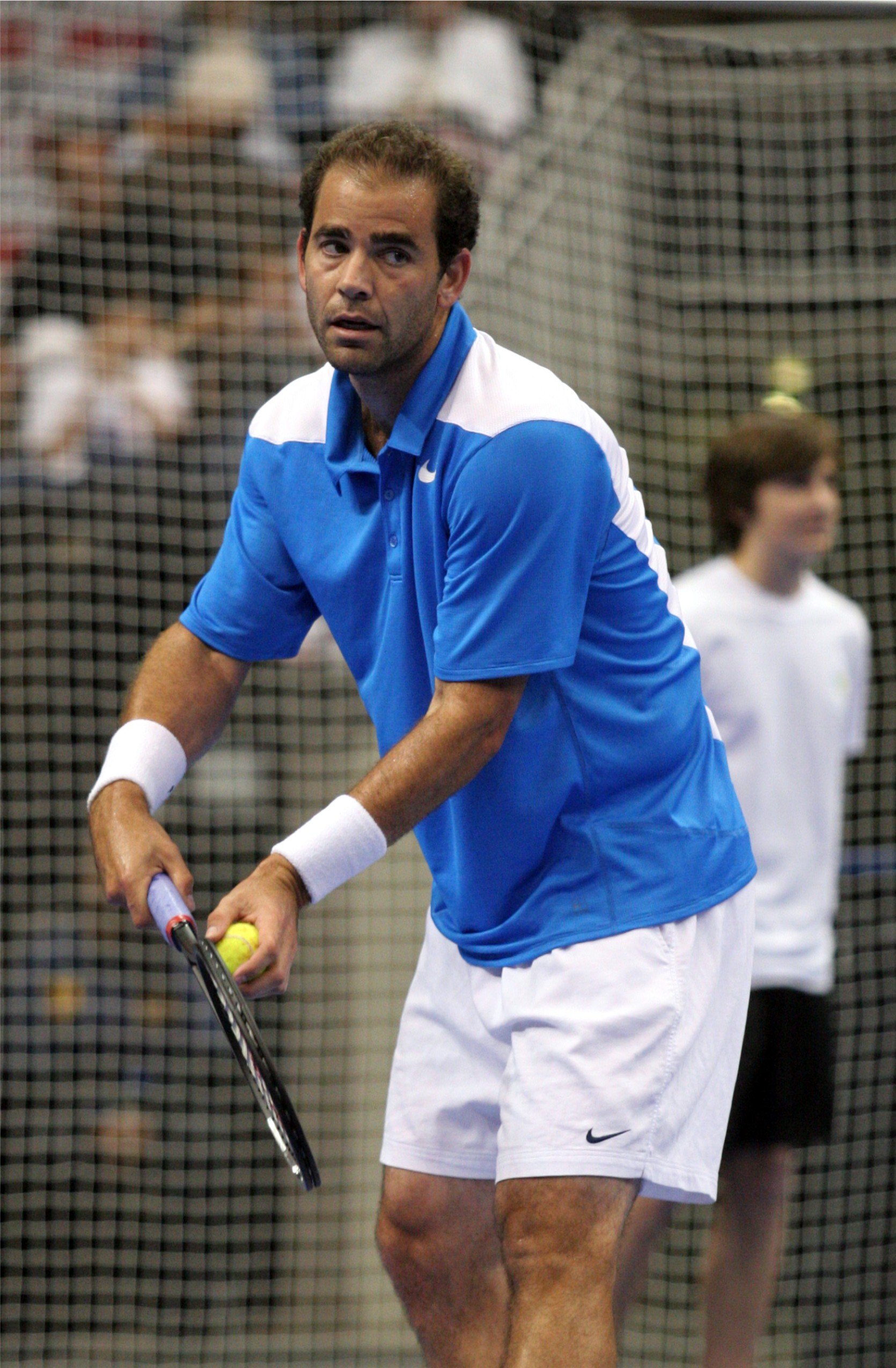
Pete Sampras vince il 6º titolo a Wimbledon

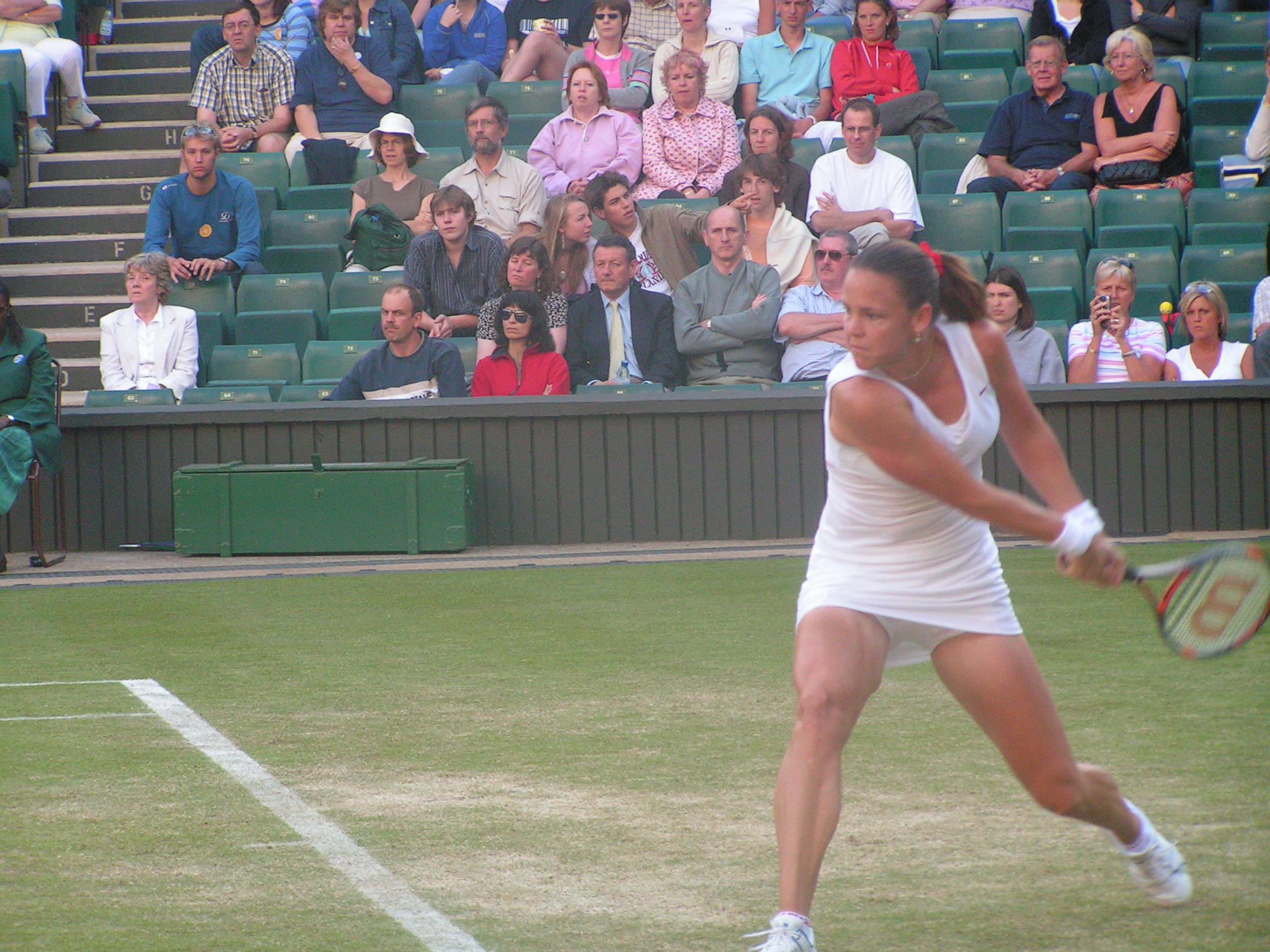
Lindsay Davenport al 1° trionfo a Wimbledon

## Risultati

### Singolare maschile
Pete Sampras ha battuto in finale  Andre Agassi col punteggio di 6-3, 6-4, 7-5

### Singolare femminile
Lindsay Davenport ha battuto in finale  Steffi Graf col punteggio di 6-4, 7-5

### Doppio maschile
Mahesh Bhupathi /  Leander Paes hanno battuto in finale  Paul Haarhuis /  Jared Palmer col punteggio di 6(10)–7, 6-3, 6-4, 7–6(4)

### Doppio femminile
Lindsay Davenport /  Corina Morariu hanno battuto in finale  Mariaan de Swardt /  Olena Tatarkova col punteggio di 6-4, 6-4

### Doppio misto
Lisa Raymond /  Leander Paes hanno battuto in finale  Anna Kurnikova /  Jonas Björkman col punteggio di 6-4, 3-6, 6-3

## Junior

### Singolare ragazzi
Jürgen Melzer ha battuto in finale  Kristian Pless col punteggio di 7–6(7), 6-3

### Singolare ragazze
Iroda Tulyaganova ha battuto in finale  Lina Krasnoruckaja col punteggio di 7–6(3), 6-4

### Doppio ragazzi
Guillermo Coria /  David Nalbandian hanno battuto in finale  Todor Enev /  Jarkko Nieminen col punteggio di 7-5, 6-4

### Doppio ragazze
Dája Bedáňová /  María Emilia Salerni hanno battuto in finale  Tetjana Perebyjnis /  Iroda Tulyaganova col punteggio di 6-1, 2-6, 6-2